# Puidoux
Puidoux je obec v západní (frankofonní) části Švýcarska, v kantonu Vaud, v okrese Lavaux-Oron. Žije zde přibližně 2 900 obyvatel.

## Geografie

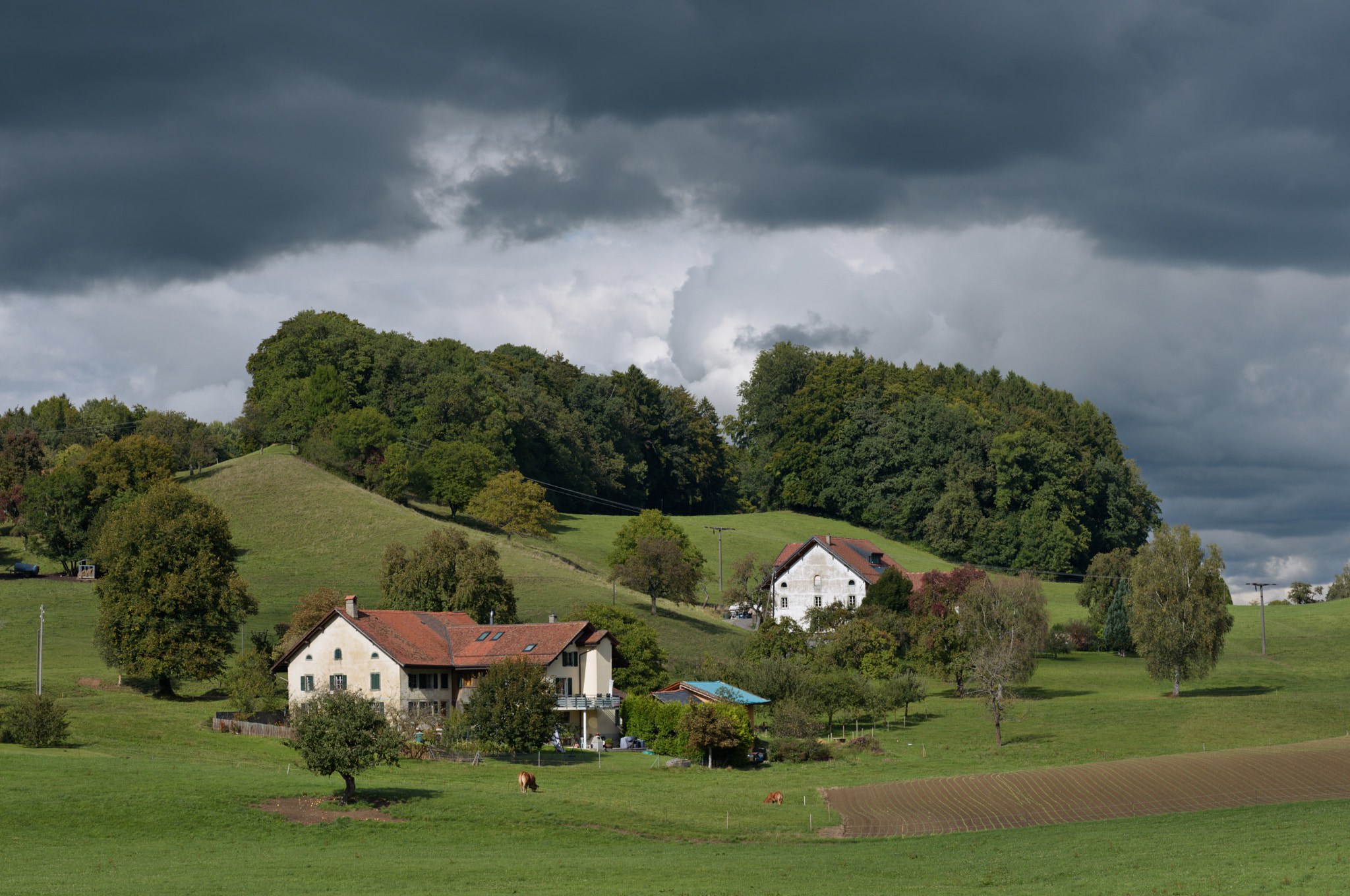
Výšiny v horní části obce Puidoux

Puidoux leží v nadmořské výšce 663 m, vzdušnou čarou 12 km východně od hlavního města kantonu, Lausanne. Obec leží v údolí potoka Forestay, v široké kotlině mezi horami Mont de Gourze na západě a Mont Pèlerin na východě, severovýchodně od Ženevského jezera, ve střední části kantonu Vaud.
Území obce o rozloze 22,9 km² zahrnuje část Lavaux na severovýchodním břehu Ženevského jezera (asi 2,5 km pobřeží jezera ) a přilehlé kopce na severu. V jižní části obce Puidoux se nacházejí nejstrmější svahy Lavaux s průměrným sklonem kolem 40° mezi vinařskými obcemi Epesses a Rivaz. Tento strmý svah je oddělen výšinou Le Signal (660 m n. m.) od Plaine du Verney, široké údolní pánve Forestay, v níž se nachází sídelní oblast Puidoux. V povodí Forestay se nachází také nádrž na pitnou vodu Lac de Bret (674 m n. m.). Na západě se území obce rozkládá nad lesem Bois de la Vulpillière (734 m n. m.), který hraničí s jezerem, až po svahy hory Mont de Gourze (800 m n. m. v Bois de Romont). Na severu se území obce rozprostírá přes rozvodí mezi povodími Rhôny a Rýna, které je zde převážně rovinaté, do molasové pahorkatiny přiléhající k oblasti Jorat na jihovýchodě. Na úplném severu se nachází pohoří Montagne des Carboles (792 m n. m.), které je na západě ohraničeno řekou Grenet a na východě řekou Corbéron, oběma potoky, které odvádějí vodu z Broye. Východní hranici oblasti Puidoux tvoří Mont Chesau (985 m n. m.), Mont Pèlerin, na jehož svazích dosahuje nejvyšší bod obce 990 m n. m., a potok Salenche, který pramení na Mont Pèlerin a teče k Ženevskému jezeru. V roce 1997 tvořila 8 % rozlohy obce zastavěná plocha, 25 % lesy a lesní porosty, 64 % zemědělství a necelá 3 % neproduktivní půda.
K Puidoux patří průmyslový areál u železniční stanice Puidoux a také vesnice Treytorrens (383 m n. m.) na svazích Lavaux, La Croix (630 m n. m.) a Goy (682 m n. m.) nad vinicemi, Publoz (620 m n. m.) v údolí Forestay. M.) v údolí Forestay, Vers la Chapelle (684 m n. m.) jižně od obce Puidoux, Lôche (687 m n. m.) a Cremières (710 m n. m.) na jihozápadním svahu Mont Pèlerin. K obci patří také četné zemědělské osady a jednotlivé farmy. Sousedními obcemi Puidoux jsou Bourg-en-Lavaux, Forel (Lavaux), Oron, Chardonne, Saint-Saphorin (Lavaux), Chexbres a Rivaz v kantonu Vaud a Granges (Veveyse) v kantonu Fribourg.

## Historie

Letecký pohled (1949)

První písemná zmínka o obci pochází z roku 1036 a nese název Poistdor. Roku 1134 se objevuje podoba Poidoux (1134) a poté řada dalších. Název místa je odvozen od výrazu poyet (kopec, výšina) ve franko-provensálštině (tzv. patois).
Puidoux patřilo od středověku biskupovi z Lausanne. Ve 12. a 13. století zde nechal vybudovat pozorovatelnu Tour de Marsens a na vinicích hrad, jehož zbytky dnes již zanikly. Po dobytí Vaudu Bernem v roce 1536 přešlo Puidoux pod správu panství Lausanne. Po pádu Staré konfederace patřila obec v letech 1798–1803 v období Helvétské republiky ke kantonu Léman, který byl poté po vstupu v platnost Ústavy o zprostředkování sloučen s kantonem Vaud. V roce 1798 byla přiřazena k okresu Lavaux. Až do roku 1810 bylo Puidoux stále součástí obce Saint-Saphorin a teprve poté se stalo politicky samostatnou obcí.

## Obyvatelstvo
| Rok            | 1850 | 1900 | 1910 | 1930 | 1950 | 1960 | 1970 | 1980 | 1990 | 2000 |
| Počet obyvatel | 1186 | 1355 | 1399 | 1305 | 1428 | 1341 | 1578 | 1815 | 2172 | 2339 |

Z celkového počtu obyvatel je 83,7 % francouzsky mluvících, 5,7 % portugalsky mluvících a 3,7 % německy mluvících (stav v roce 2000). V roce 1900 žilo v Puidoux 1355 obyvatel. V průběhu 20. století byl počet obyvatel zpočátku poměrně stabilní. Od roku 1960 však byl zaznamenán silný nárůst.

## Hospodářství

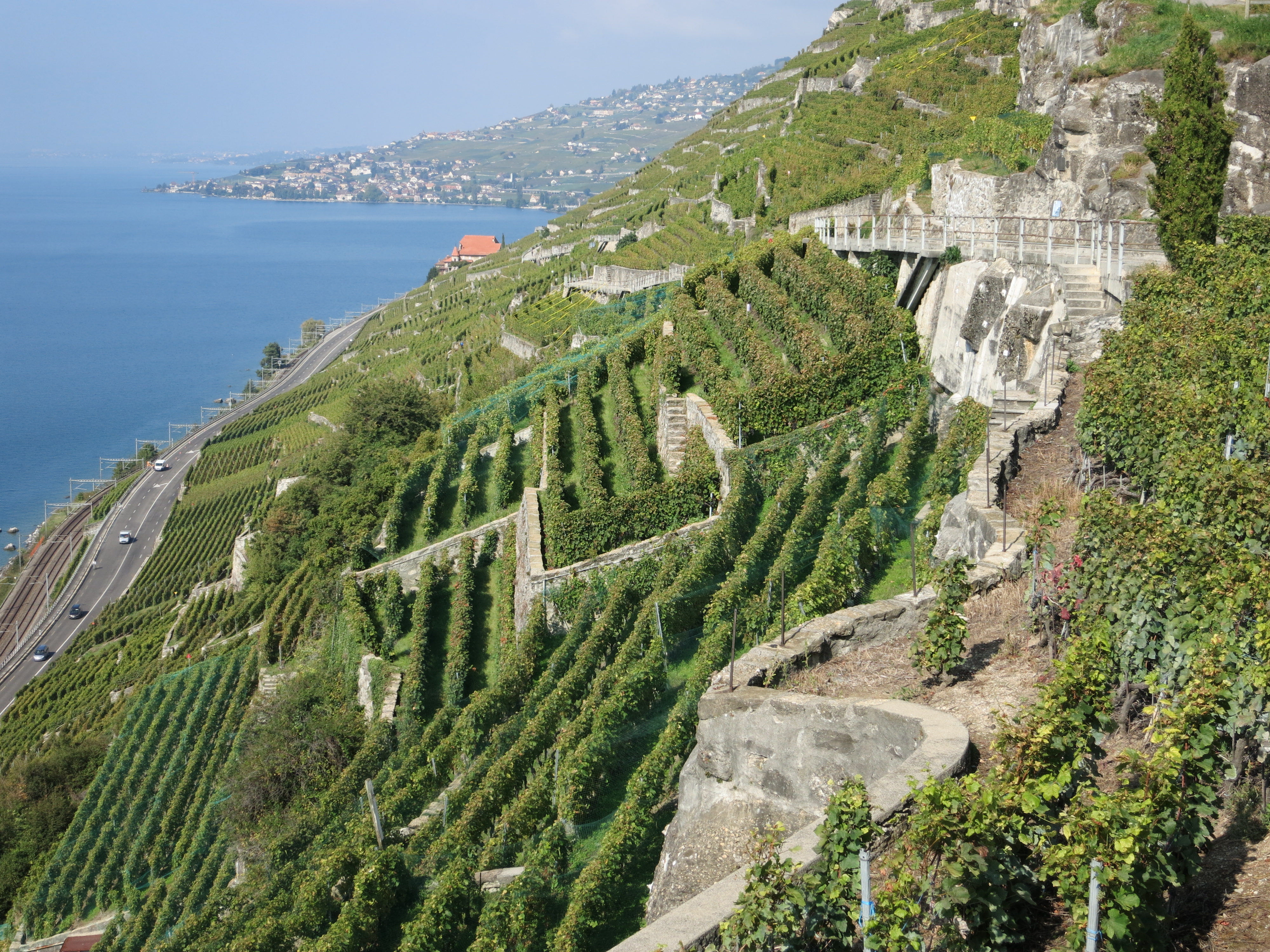
Terasovité vinice v Puidoux

Až do poloviny 20. století bylo Puidoux převážně zemědělskou obcí. Vinařství na optimálně osluněných svazích Lavaux (přibližně 73 hektarů) je i dnes důležitou součástí obživy obyvatel. Vinařská oblast Puidoux nese název Dézaley; bílá vína, která se zde vyrábějí (z odrůdy chrupka bílá), patří mezi špičkové produkty Lavaux. Od roku 1949 chrání vinice před novou výstavbou zákon. Na náhorních plošinách v severní části obce je orná půda, provozuje se chov dobytka a produkce mléka.
Četné další pracovní příležitosti jsou k dispozici ve vedlejším a především ve služebním sektoru. Obchodní a průmyslová zóna Puidoux se nachází v Plaine du Verney a vznikla v 70. letech 20. století po otevření dálnice. Nachází se zde několik obchodů s vínem, dále stavební a kovozpracující podniky, dílny přesného strojírenství, obchody, prodejny nábytku, sportovních potřeb a vybavení pro volný čas. Od roku 1973 má Puidoux jezdecké centrum (Les Chaux) a golfové hřiště (východně od Lac de Bret). Crêt-Bérard na výšině mezi Puidoux a Chexbres je místem setkávání reformované církve kantonu Vaud, která byla slavnostně otevřena v roce 1953.
Díky výstavbě mnoha rodinných domů a bytových domů v posledních desetiletích se obec rozvinula v rezidenční obec. Díky dobrému dopravnímu spojení proto mnoho pracujících dojíždí do prací především do Lausanne a do oblasti Vevey a Montreux.

## Doprava

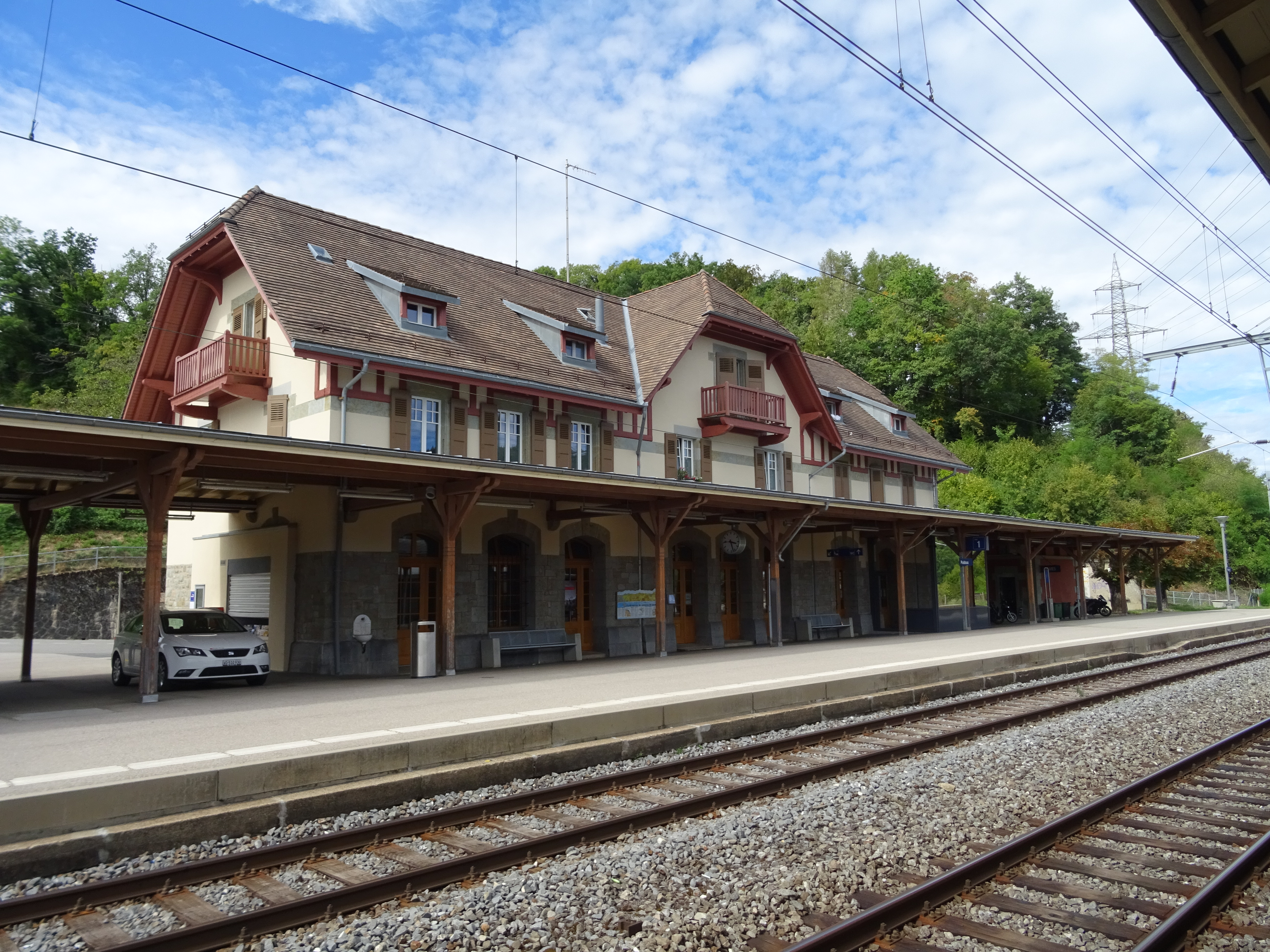
Železniční stanice Puidoux

Obec má výborné dopravní spojení. Nachází se v blízkosti hlavní silnice z Vevey do Moudonu. Dálniční křižovatka Chexbres na dálnici A9 (Lausanne–Sion), která byla otevřena v roce 1974 a prochází obcí, se nachází na rovině Plaine du Verney, asi 2,5 km od centra obce.
Puidoux leží na železniční trati z Lausanne do Fribourgu a Bernu, která byla otevřena 4. září 1862. Železniční stanice Puidoux se nachází na okraji Plaine du Verney poblíž Publoz, další zastávka je poblíž Puidoux (Moreillon). Od 2. května 1904 vede ze stanice Puidoux odbočka přes Chexbres do Vevey, po které jezdí vlak známý jako Train des Vignes. Doplňkové spojení veřejnou dopravou zajišťuje autobusová linka, která obsluhuje trasy z nádraží do Puidoux a přes Chexbres do Cully.

## Zajímavosti
Terasovitě upravené svahy místní vinařské oblasti Lavaux jsou zařazeny do seznamu světového kulturního dědictví UNESCO.